# مسیر هذلولی

در این نگاره مسیر آبی‌رنگ نمونه‌ای از یک مسیر هذلولی است

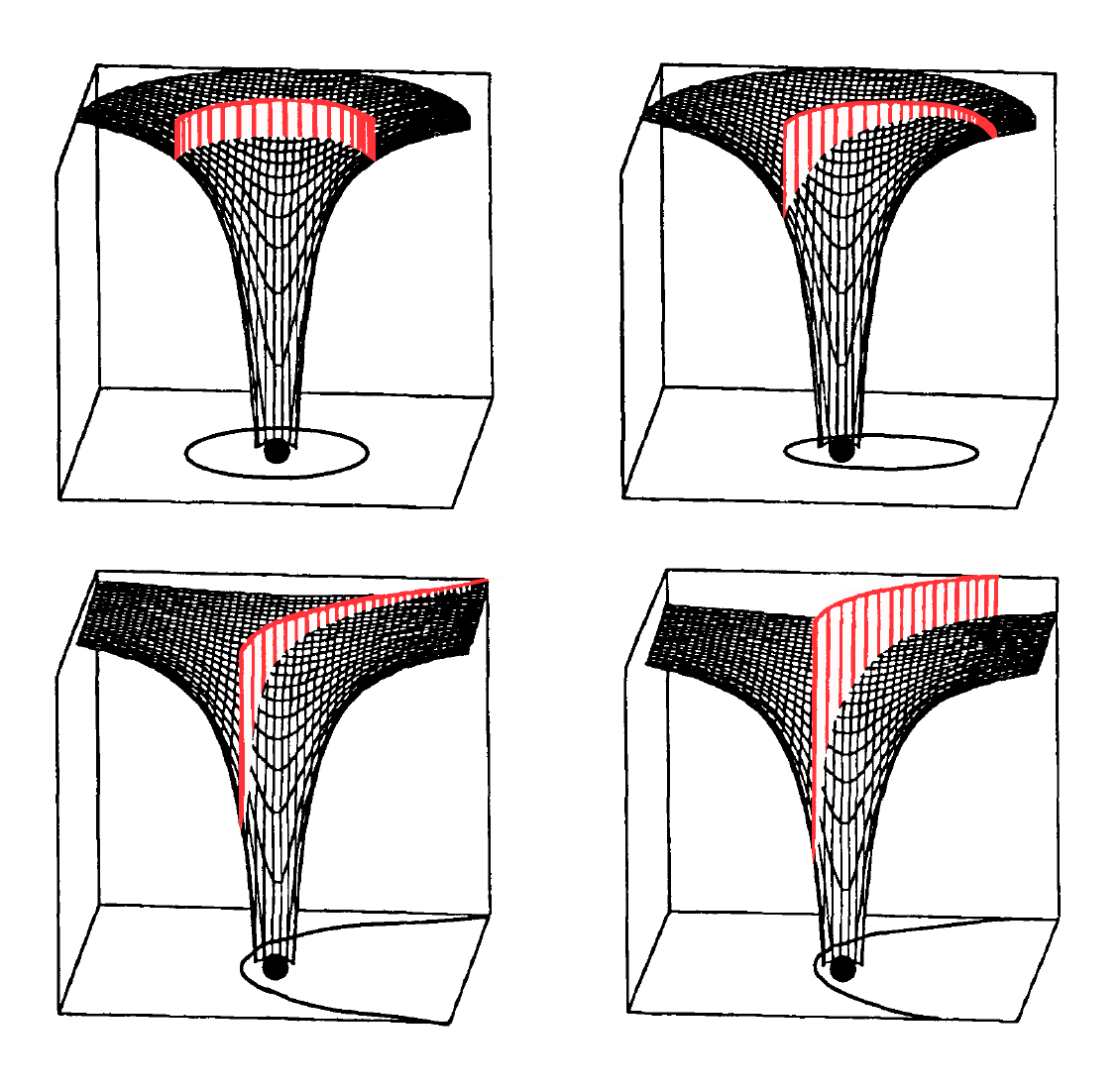
در خانهٔ پایین سمت راست چهارخانهٔ این نمودار، یک مسیر هذلولی نشان داده شده که در آن چاه پتانسیل گرانشی جرم مرکزی مقدار انرژی پتانسیل را نشان می‌دهد و انرژی جنبشی مسیر هذلولی با رنگ قرمز نشان داده شده‌است. برابر قوانین کپلر، با کاهش سرعت و افزایش فاصله، ارتفاع انرژی جنبشی کاهش می‌یابد. بخشی از انرژی جنبشی که بالاتر از انرژی صفر کل باقی می‌ماند، مربوط به سرعت اضافی هذلولی است.

مسیر هذلولی (انگلیسی: Hyperbolic trajectory) در اخترپویاشناسی یا مکانیک آسمانی، یک مسیر هذلولی، مسیر حرکت هر جسمی در اطراف جسم مرکزی با سرعتی بیش از اندازهٔ کافی برای فرار از کشش گرانشی جسم مرکزی است. این نام از این واقعیت ناشی می‌شود که برابر قانون جهانی گرانش نیوتن چنین مداری شکل هذلولی دارد. به عبارت فنی‌تر، این را می‌توان با شرطی بیان کرد که گریز از مرکز مداری بیشتر از یک باشد.
با چند فرض ساده‌انگارانه می‌توان تصور کرد که جسمی که در امتداد چنین مسیری حرکت می‌کند به سمت بی‌نهایت می‌رود و به سرعت اضافی نهایی نسبت به جسم مرکزی می‌رسد. مانند مسیرهای سهموی، تمام مسیرهای هذلولی نیز مسیرهای فرار هستند. انرژی ویژهٔ یک مداری مسیر هذلولی مثبت است.
پروازهای کناری سیاره‌ای که در آنها از کمانهٔ کمک گرانشی استفاده می‌شود، سفینه‌ها می‌توانند با قرارگرفتن در حوزهٔ نفوذ سیاره در حال استفاده از مسیرهای هذلولی توصیف شوند.